# Libro di Neemia
Il Libro di Neemia (ebraico נחמיה; greco Νεεμίας; latino Liber Nehemiae) o Secondo libro di Esdra è un testo contenuto nella Bibbia ebraica (o Tanakh, dove è contato come un testo unico con Esdra) e cristiana. Nella traduzione siriaca (Peshitta), il libro costituisce un testo unico con quello di Esdra e il protagonista è sempre Esdra e non Neemia. Il Libro di Neemia appartiene alla sezione dei libri storici.
È scritto in ebraico e, secondo l'ipotesi maggiormente condivisa dagli studiosi, la sua redazione definitiva, opera di autori ignoti, è collocata tra la fine del IV e la metà del III secolo a.C. in Giudea. È composto da 13 capitoli descriventi l'attività riformatrice di Neemia a Gerusalemme dopo il ritorno dall'Esilio babilonese, in particolare la ricostruzione delle mura della città (circa 445-432 a.C.).

## Riassunto
I capitoli da 1 a 7 parlano della prima visita di Neemia a Gerusalemme e della ricostruzione delle mura della città nonostante una forte opposizione.
I capitoli da 8 a 10 descrivono le riforme religiose e sociali che Neemia cerca di mettere in atto.
I capitoli da 11 a 13,3 riportano delle liste di persone tornate a Gerusalemme e la dedicazione delle mura della città.
Il capitolo 13,4-31 racconta una seconda visita di Neemia a Gerusalemme dopo un'assenza di dodici anni.

## Considerazioni storiche
I libri di Esdra e Neemia - i quali citano una serie di documenti contemporanei ai fatti - presentano per gli storici una serie di problemi e, come osservano gli esegeti della École biblique et archéologique française (i curatori della Bibbia di Gerusalemme), "nonostante tale abbondanza di fonti, l'esegesi di Esdra e di Neemia è irta di difficoltà, perché i documenti si presentano in un ordine sconcertante. La lista degli immigrati è data due volte (Esd2 e Ne7)"; un'altra discrepanza storica si riscontra nel libro di Neemia 7,70-72 dove l'autore parla di darici d'oro, moneta coniata dal re Dario e che, come sottolineano gli studiosi del "Nuovo Grande Commentario Biblico", risulta essere "un anacronismo per il periodo precedente a Dario. Inoltre, Ne7,70s dice soltanto 41.000, suddivisi per gruppi di donatori", mentre Esdra 2,69 parla di un totale di 61.000 darici d'oro. Anche il periodo di attività di Esdra e Neemia in Gerusalemme presenta delle difficoltà storiche, in quanto, come osservano gli esegeti dell'interconfessionale Bibbia TOB, dalle narrazioni "si ha l'impressione che i due personaggi abbiano esercitato la loro attività a Gerusalemme contemporaneamente, ma indipendentemente l'uno dall'altro, ignorandosi quasi totalmente, il che appare sorprendente se hanno tutti e due ricevuto l'incarico ufficiale dal re Artaserse (Esd7,11; Ne2,7-8)".
Anche in merito agli elenchi di immigrati forniti nei libri di Esdra e Neemia si presentano una serie di discordanze sia interne sia tra i due libri stessi. Infatti, il Libro di Neemia dichiara che la somma degli immigrati ritornati dall'Esilio è di 42.360 persone mentre, in realtà, questa è di 31.089 persone (ovvero 11.271 in meno di quante dichiarate). Tale somma è poi in contraddizione con quella riportata dal Libro di Esdra per lo stesso elenco, che è di 29.818 persone. Anche nel confronto tra gli elenchi presenti nei due libri si ravvisano notevoli differenze: ad esempio, nel Libro di Neemia i Figli di Zattu sono 845, i Figli di Azgad sono 2.322, i Figli di Adin sono 755, i Figli di Casum sono 328, gli Uomini di Betel e di Ai sono 123, mentre secondo il Libro di Esdra i Figli di Zattu sono 945, i Figli di Azgad sono 1.222, i Figli di Adin sono 454, i Figli di Casum sono 223, gli Uomini di Betel e di Ai sono 223. La Bibbia CEI, riguardo a queste discordanze, parla di "errori di trasmissione" e, concordemente, gli studiosi del "Nuovo Grande Commentario Biblico" osservano come "i cittadini liberi sono complessivamente solo 29.818 in Esd2 (30.142 in 3Esd) e 31.039 in Ne, contro il totale indicato di 42.360 [...]; pensiamo piuttosto che sia stato omesso qualche totale parziale" e quelli dell'interconfessionale Bibbia TOB che "le cifre date in questo capitolo [Ne7] sono spesso differenti da quelle che sono date, per i medesimi nomi, in Esd2. Tuttavia il totale risulta identico nei due libri: cf 7,66 e Esd2,64".

### Riferimenti
1. ↑  Claudio Balzaretti, Esdra il coppiere, ovvero la versione siriaca del libro di Esdra, in «Rivista biblica» 62 (2014) pp. 475-497.
2. ↑  Bibbia di Gerusalemme, EDB, 2011, pp. 760-761, ISBN 978-88-10-82031-5.
3. ↑   Ne 7,70-72, su La Parola - La Sacra Bibbia in italiano in Internet.
4. ↑  Alcuni capi delle case paterne donarono per il lavoro di costruzione. Il governatore diede al tesoro mille darici d'oro, cinquanta coppe, cinquecentotrenta vesti sacerdotali. Alcuni capi delle case paterne diedero al tesoro per il lavoro di costruzione ventimila darici d'oro e duemiladuecento mine d'argento. Il resto del popolo diede ventimila darici d'oro, duemila mine d'argento e sessantasette vesti sacerdotali.
5. ↑   Esd 2,69, su La Parola - La Sacra Bibbia in italiano in Internet.
6. ↑  Raymond E. Brown, Joseph A. Fitzmyer, Roland E. Murphy, Nuovo Grande Commentario Biblico, Queriniana, 2002, p. 506, ISBN 88-399-0054-3. (Cfr anche:Bibbia TOB, Elle Di Ci Leumann, 1997, p. 1665, ISBN 88-01-10612-2.).
7. ↑  Bibbia TOB, Elle Di Ci Leumann, 1997, pp. 1658-1659, ISBN 88-01-10612-2.
8. ↑   Esd2; Neem7, su laparola.net..
9. ↑  Raymond E. Brown, Joseph A. Fitzmyer, Roland E. Murphy, Nuovo Grande Commentario Biblico, Queriniana, 2002, pp. 505-506, ISBN 88-399-0054-3; Bibbia TOB, Elle Di Ci Leumann, 1997, pp. 1689-1690, ISBN 88-01-10612-2; La Sacra Bibbia CEI, 1991, p. 395 nota 64; Mario Liverani, Oltre la Bibbia. Storia antica di Israele, Laterza, 2003, p. 279-282, ISBN 978-88-420-9841-6.